# Kika (Bénin)
Pour les articles homonymes, voir Kika (homonymie).
Kika est l'un des sept arrondissements et le plus grand de la commune de Tchaourou dans le département du Borgou au Bénin.

## Géographie

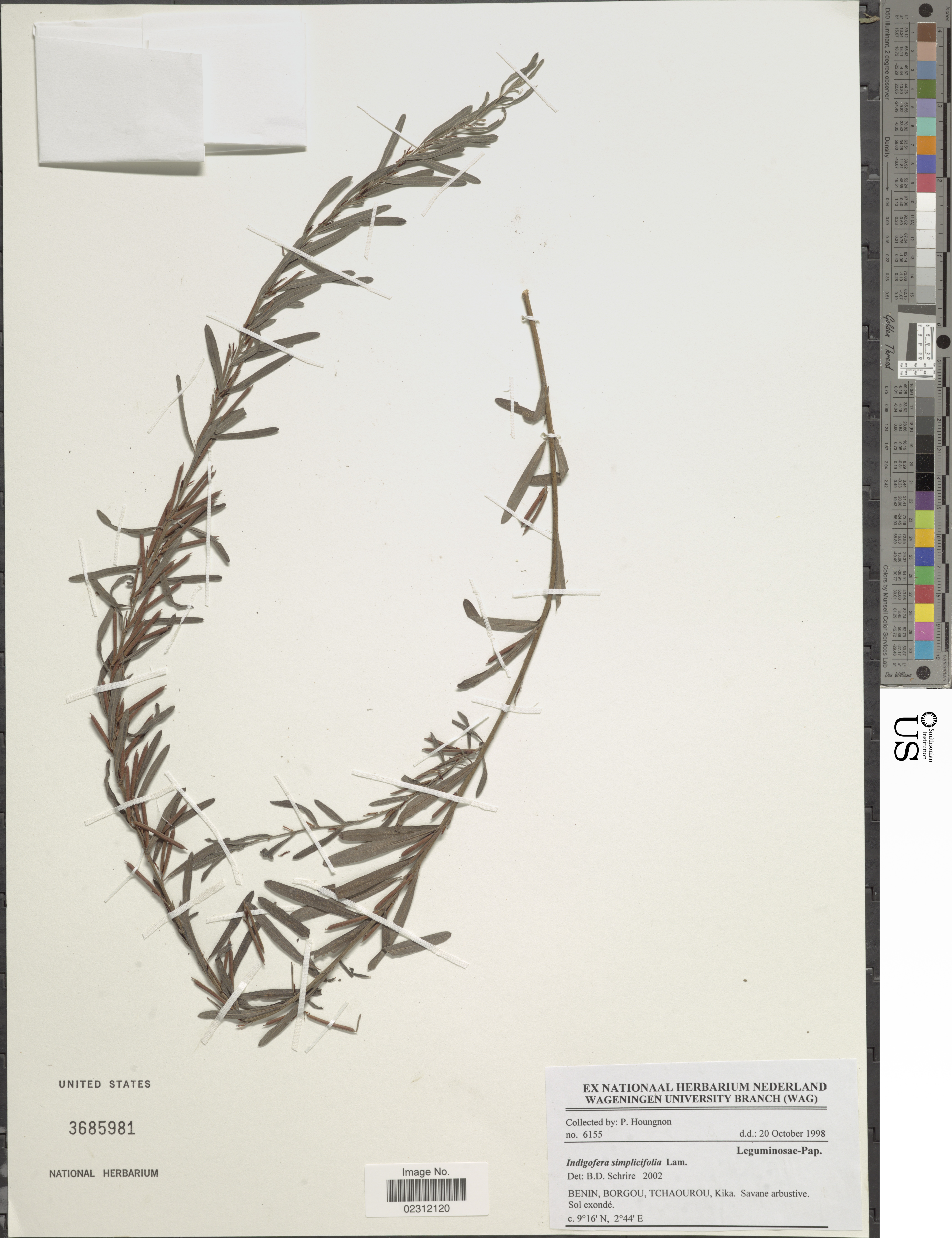
Spécimen dIndigofera simplicifolia, récolté à Kika.

L'arrondissement de Kika est situé au nord-est du Bénin et compte 7 villages que sont Kabo, Kika I, Kika II, Kpari, Monrawonkourou, Kpassa et Tandou.

### Végétation
Kika se trouve dans une zone de savane arborée et arbustive, comportant quelques forêts semi-décidues et galeries forestières. Une forêt classée se trouve sur son territoire : la forêt de Nano

## Administration
Kika est une division administrative sous la juridiction de la commune de Tchaourou.
L'actuel Chef de l'arrondissement (C.A.) est Amadou Orou Bouro qui a succédé à Sidic I. YAROU, qui lui aussi a succédé à Mama O. Bouegui.

## Économie
L’économie à Kika est basée essentiellement sur les activités du secteur primaire, notamment l'agriculture et aussi la pêche, grâce au fleuve Okpara qui entoure partiellement le village de Kpassa. Il faut aussi noter des activités de vente illicites de carburant, connu sous le nom de kpayo à cause de la proximité de l'arrondissement avec le Nigéria.

## Démographie
Selon le recensement de la population de 2013 conduit par l'Institut national de la statistique et de l'analyse économique (INSAE), Kika compte 54 349 habitants .